# Bejofo
Bejofo è una città e comune del Madagascar situata nel distretto di Ambatondrazaka, regione di Alaotra Mangoro. 
La popolazione del comune rilevata nel censimento 2001 era pari a 13 499 unità.